# Paul (Familienname)
Paul ist ein Familienname, der sich vom gleichlautenden Vornamen ableitet.

## Varianten
- Arabisch: بولس būlus
- Bulgarisch: Павлов Pawlow
- Dänisch: Paulsen, Poulsen
  - Diminutiv: Pallesen
- Deutsch: Pohl, Pawlitzki
- Englisch: Paulson
- Italienisch
  - Diminutiv: Poletti
- Kroatisch: Pavić, Pavičić, Pavlović
  - Diminutiv: Pavletić
- Litauisch: Paulauskas
- Mazedonisch: Павловски Pawlowski
- Niederländisch: Paulis, Paulissen, Pauwels
- Norwegisch: Paulsen
- Polnisch: Pawlak
  - Diminutiv: Paszek
- Russisch: Павлов Pawlow, Павловский Pawlowskij
- Serbisch: Павловић Pawlowić
- Ungarisch: Pál

## Namensträger

### A
- Aabha Paul (* 1987), indisches Model und Schauspielerin
- Aaron Paul (* 1979 als Aaron Paul Sturtevant), US-amerikanischer Schauspieler
- Adolf Paul (Schriftsteller) (1863–1943), deutsch-schwedisch-finnischer Schriftsteller
- Adolf Paul (Richter) (1890–1979), deutscher Richter
- Adrian Paul (* 1959), britischer Schauspieler
- Ágnes Paul (* 1981), ungarische Journalistin
- Aislinn Paul (* 1994), kanadische Schauspielerin
- Alan Paul (* 1949), US-amerikanischer Sänger, Komponist und Arrangeur
- Albert Paul (Schauspieler) (1856–1928), deutscher Schauspieler
- Albert Paul (Politiker) (1879–1949), deutscher Politiker und Manager
- Albert Otto Paul, deutscher Verleger
- Alexandra Paul (* 1963), US-amerikanische Schauspielerin
- Alfred Paul (Beamter) (1903–1978), deutscher Schriftsetzer und Verwaltungsbeamter
- Alice Paul (1885–1977), US-amerikanische Frauenrechtlerin
- Alison Andrews-Paul (* 1997), kanadisch-neuseeländische Mittelstreckenläuferin
- Alwin Paul (1879–1971), deutscher Anglist und Amerikanist
- Amasa C. Paul (1857–1936), US-amerikanischer Jurist
- Amit Sebastian Paul (* 1983), schwedischer Sänger
- Annamie Paul (* 1972), kanadische Politikerin
- Andreas Paul (* 1978), deutscher Politiker (AfD)
- Andrew Paul (* 1961), australischer Biathlet
- Andy Paul, zyprischer Popsänger
- Annelies Paul (1920–2009), deutsche Schriftstellerin
- Anni Paul-Pescatore (1884–1947), deutsche Kunsthistorikerin
- Anthony Paul (* 1985), deutscher Schauspieler
- Anthony Bernard Paul (* 1953), malaysischer Geistlicher, Bischof von Melaka-Johor
- Arthur Paul (1925–2018), US-amerikanischer Grafikdesigner, Designer des Playboy-Bunnys
- Artur Paul (1899–1968), deutscher General-Ingenieur und Chefingenieur der Luftwaffe, Brigadegeneral der Bundeswehr

### B
- Bernard Paul (Maler) (1737–1820), flämischer Maler
- Bernard Paul (Regisseur) (1930–1980), französischer Regisseur
- Bernard Paul (Boxer) (* 1965), maritianisch-britischer Boxer
- Bernard Paul (Botaniker), Botaniker
- Bernard Paul (Tennisspieler), französischer Tennisspieler
- Bernd Paul (* 1958), deutscher Polizist und Polizeipräsident des Polizeipräsidiums Mittelhessen
- Bernhard Paul (* 1947), österreichischer Clown und Zirkusdirektor
- Bernie Paul (* 1950), deutscher Sänger und Produzent
- Berthold Paul (1948–2022), deutscher Komponist ernster Musik, Pianist, Musikverleger (AURUM-Verlag), Dirigent und Fotograf
- Billy Paul (1934–2016), US-amerikanischer Sänger
- Bonaventure Patrick Paul (1929–2007), pakistanischer Geistlicher, Bischof von Hyderabad in Pakistan
- Brenda Dean Paul (1907–1959), britische Schauspielerin und It-Girl
- Brian Paul, US-amerikanischer Programmierer
- Bruno Paul (1874–1968), deutscher Architekt und Kunsthandwerker
- Butch Paul (Arthur Stewart Paul; 1943–1966), kanadischer Eishockeyspieler

### C
- Carl Paul (1857–1927), deutscher Pfarrer und Missionar
- Carl Maria Paul (1838–1900), österreichischer Geologe
- Carsten Paul (* 1966), deutscher Jurist und Richter
- Cedar Paul (1880–1972), britische Übersetzerin
- Celia Paul (* 1959), britische Malerin
- Charles Paul (Mediziner) (1879–1960), französischer Pathologe und Gerichtsmediziner
- Charles Paul (Komponist) (1902–1990), US-amerikanischer Organist und Komponist
- Charlotte Paul (* 1973), australische Triathletin
- Chris Paul (* 1985), US-amerikanischer Basketballspieler
- Chris Paul (Autorin) (* 1962), deutsche Trauerbegleiterin und Autorin
- Christelle Paul, haitianische Leichtathletin und Behindertensportlerin
- Christiane Paul (* 1974), deutsche Schauspielerin
- Christiane Paul (Kuratorin), Kuratorin und Autorin
- Christine Paul (* 1965), deutsche Fußballspielerin
- Christoph Paul (* 1950), deutscher Jurist und Mediator
- Cinco Paul (* 1964), US-amerikanischer Drehbuchautor
- Claude Pierre de St. Paul († 1745), königlich sächsischer General der Kavallerie
- Cyril Paul (1903–1984), britischer Autorennfahrer

### D
- David Paul (Geistlicher) (1845–1929), schottischer Geistlicher
- David Paul (Dichter) (1914–1987), britischer Dichter und Übersetzer
- David Paul (Schauspieler) (1957–2020), US-amerikanischer Schauspieler
- David Paul (Fußballspieler) (* 1987), US-amerikanischer Fußballspieler
- David Blackwood Paul (1908–1965), neuseeländischer Verleger
- Dieter Paul (* 1938), deutscher Chemiker
- Don Michael Paul (* 1963), US-amerikanischer Schauspieler, Regisseur und Drehbuchautor

### E
- Ebenezer Paul (um 1920–nach 1943), US-amerikanischer Jazzmusiker
- Eberhard Paul (1932–2014), deutscher Klassischer Archäologe
- Edward Paul (1896–1983), US-amerikanischer Filmkomponist und Filmschaffender
- Egbert Paul (1918–1998), deutscher Jurist
- Ela Paul (* 1982), deutsche Schauspielerin
- Eldhose Paul (* 1996), indischer Dreispringer
- Elfriede Paul (1900–1981), deutsche Ärztin, Gesundheitspolitikerin und Widerstandskämpferin
- Elisabeth Paul (1895–1991), deutsche Literaturwissenschaftlerin
- Ellis Paul (* 1965), US-amerikanischer Singer-Songwriter und Folk-Musiker
- Emil Paul (1868–?), deutscher Musikpädagoge
- Eric Magnus Paul (* 1997), deutscher Ruderer
- Ernest Paul (1881–1964), französischer Radrennfahrer
- Ernst Paul (1897–1978), deutscher Politiker (SPD)
- Ernst Wilhelm Paul (1856–1931), deutscher Bildhauer
- Eugen Paul (1932–1995), deutscher römisch-katholischer Theologe
- Evans Paul (* 1955), haitianischer Journalist, Radio- und Fernsehmoderator und Politiker
- Evelyn Paul (1883–1963), britische Buchillustratorin

### F
- F. W. Paul (1909–1977), US-amerikanischer Schriftsteller und Herausgeber, siehe Paul W. Fairman
- Félix Paul (1935–2001), seychellischer katholischer Bischof
- Fernando de Paul (* 1991), chilenischer Fußballtorwart
- Fiann Paul (* 1980), isländischer Künstler und Sportler
- Florian Paul (* 1995), deutscher Musiker, Texter, Komponist und Sänger
- Francisco González Paul, mexikanischer Unternehmer und Fußballfunktionär
- Frank R. Paul (1884–1963), US-amerikanischer Illustrator von Science Fiction Stories
- Frankie Paul (1965–2017), jamaikanischer Dancehall-Reggae-Sänger
- Franz Paul (1911–1985), deutscher Politiker (NSDAP), MdR
- Frieda Paul (1902–1989), deutsche Widerstandskämpferin gegen den Nationalsozialismus
- Friedrich Paul (Architekt) (1830–1900), österreichischer Architekt
- Friedrich Paul (Verbandsfunktionär) (1903–1967), deutscher Blindenverbandsfunktionär
- Frithjof Paul (1929–2009), deutscher Forstwissenschaftler und Hochschullehrer
- Fritz Paul (Widerstandskämpfer) (1903–1988), deutscher Widerstandskämpfer und Verleger
- Fritz Paul (Fotojournalist) (1919–1998), deutscher Fotojournalist und Theaterfotograf
- Fritz Paul (Skandinavist) (* 1942), deutscher Skandinavist

### G
- Gaston Saint-Paul de Sinçay (1854–1938), belgischer Fahrsportler
- Gene De Paul (1919–1988), US-amerikanischer Komponist und Textdichter
- Geoffrey Paul (1921–1983), britischer anglikanischer Theologe
- Georg Paul (1901–1980), deutscher Maler und Kunstpädagoge
- George Paul (1841–1921), britischer Rosenzüchter
- Georges Paul (* 1996), mauritischer Badmintonspieler
- Gérard Saint-Paul (* 1941), französischer Journalist
- Gerhard Paul (Kirchenmusiker) (1936–1994), deutscher Redemptorist und Liedautor
- Gerhard Paul (Synchronsprecher) (* 1938), deutscher Synchronsprecher
- Gerhard Paul (Sänger) (* 1949), österreichischer Opernsänger und Schauspieler
- Gerhard Paul (Historiker) (* 1951), deutscher Historiker
- Gianna Paul (* 2006), trinidadisch-tobagische Leichtathletin
- Gilles Saint-Paul (* 1963), französischer Wirtschaftswissenschaftler
- Gloria Paul (* 1940), britische Schauspielerin und Tänzerin
- Gregor Paul (* 1947), deutscher Philosoph
- Gregory S. Paul (* 1954), US-amerikanischer Paläontologe
- Günter Paul (* 1941), deutscher Verfassungsrichter, Rechtsanwalt und Pferdesportfunktionär
- Günter Paul (Wissenschaftsjournalist) (* 1946), deutscher Wissenschaftsjournalist
- Gustav Paul (1859–1935), tschechischer Immunologe und Serotherapeut
- Gustav Paul (Rassentheoretiker) (* 1890), deutscher Autor rassentheoretischer Bücher

### H
- Hans Paul (Politiker) (1871–1948), österreichischer Politiker (CSP)
- Hans Paul (Paparazzo) (* 1954), deutscher Paparazzo
- Hans-Joachim Paul (1921–1975), deutscher Ingenieur und Politiker (LDPD), MdV
- Harry Paul (Fußballspieler) (Harold McDonald Paul; 1886–1948), schottischer Fußballspieler
- Harry Paul (Physiker) (* 1931), deutscher Physiker
- Harry Paul (Unternehmer) (* 1950), US-amerikanischer Unternehmer und Unternehmensberater
- Heike Paul (* 1968), deutsche Amerikanistin und Kulturwissenschaftlerin
- Heinz Paul (1893–1983), deutscher Filmregisseur und Produzent
- Heinz Paul (Botaniker) (1908–1980), deutscher Botaniker und Hochschullehrer
- Heinz Paul (Jurist) (1918–2006), deutscher Jurist und Hochschullehrer
- Heinz Dieter Paul (1943–2019), deutscher Komponist und Dirigent
- Helmut Paul (1929–2015), österreichischer Physiker
- Henri Paul (1956–1997), französischer Fahrer des Unfallwagens von Prinzessin Diana
- Henry Paul (Musiker) (* 1949), US-amerikanischer Gitarrist und Singer-Songwriter
- Henry Paul (Rugbyspieler) (Henry Rangi Paul; * 1974), neuseeländischer Rugby-League- und Rugby-Union-Spieler und -Trainer
- Herbert Paul (* 1994), deutscher Fußballspieler
- Herbert Woodfield Paul (1853–1935), britischer Politiker und Autor

- Hermann Paul (Germanist) (1846–1921), deutscher Germanist
- Hermann Paul (Maler) (Hermann-Roué-Georges Paul; 1864–1940), französischer Maler, Illustrator und Karikaturist
- Hermann Paul (Botaniker) (Hermann Karl Gustav Paul; 1876–1964), deutscher Botaniker
- Hermann Paul (Fußballspieler, I), deutscher Fußballspieler
- Hermann Paul (Fußballspieler, 1920) (1920–nach 1963), deutscher Fußballspieler
- Hermann Julius Paul (1824–1877), deutscher Mediziner
- Hubert Paul (1933–2015), deutscher kirchlicher Architekt
- Hugo Paul (Politiker, 1882) (1882–1957), deutscher Politiker (DNVP)
- Hugo Paul (Politiker, 1905) (1905–1962), deutscher Politiker (KPD)
- Hulda Paul (1873–1902), deutsche Dichterin

### I
- Ina Paul (* 1935), deutsche Dramaturgin und Schriftstellerin
- Ina Ulrike Paul (* 1958), deutsche Historikerin
- Inge Paul (* 1946), deutsche Eiskunstläuferin
- Ingrid Paul (* 1964), niederländische Eisschnellläuferin
- Ingwer Paul (* 1953), deutscher Germanist

### J
- Jake Paul (* 1997), US-amerikanischer Boxer und Webvideoproduzent
- Jakub Paul (* 1999), Schweizer Tennisspieler
- James Paul (Dirigent) (* 1940), US-amerikanischer Dirigent
- James Balfour Paul (1846–1931), schottischer Jurist, Heraldiker und Historiker
- Jason Pierre-Paul (* 1989), US-amerikanischer Footballspieler
- Jayson Paul (JTG; * 1984), US-amerikanischer Wrestler
- Jean Paul (Johann Paul Friedrich Richter; 1763–1825), deutscher Schriftsteller
- Jeremy Paul (* 1972), australischer Rugby-Union-Spieler
- Jermaine Paul (* 1978), US-amerikanischer R&B-Musiker
- Jimmy Paul (* 1959), US-amerikanischer Boxer
- Jithin Paul (* 1990), indischer Leichtathlet
- Joachim Paul (Politiker, 1957) (* 1957), deutscher Politiker (Piratenpartei)
- Joachim Paul (Politiker, 1970) (* 1970), deutscher Politiker (AfD)
- Joachim A. Paul (1956–2017), deutscher Hochschullehrer der Betriebswirtschaftslehre
- Jobst Paul (* 1946), deutscher Lehrer sowie Sprach-, Literatur- und Kulturwissenschaftler
- Johann Paul (Politiker) (1883–1961), österreichischer Politiker
- Johann Paul (Fußballspieler) (* 1981), madagassischer Fußballspieler
- Johann Heinrich Valentin Paul (Rhönpaulus; 1736–1780), deutscher sagenumwobener Räuber
- Johannes Paul (Historiker) (1891–1990), deutscher Historiker
- Johannes Paul (Forschungsreisender) (1902–1958), deutscher Forschungsreisender, Diplomat und Autor
- John Paul (Politiker, 1839) (1839–1901), US-amerikanischer Jurist und Politiker
- John Paul (Politiker, 1883) (1883–1964), US-amerikanischer Jurist und Politiker
- John Paul (Schauspieler) (1921–1995), britischer Schauspieler
- John Paul (Ingenieurwissenschaftler) (1927–2013), britischer Ingenieurwissenschaftler
- John Paul senior (* 1939), US-amerikanischer Automobilrennfahrer
- John Paul junior (1960–2020), US-amerikanischer Automobilrennfahrer
- John Paul (Radsportler) (1993–2022), schottischer Radsportler
- John Joseph Paul (1918–2006), US-amerikanischer Geistlicher, Bischof von La Crosse
- John Warburton Paul (1916–2004), britischer Kolonialgouverneur
- Jonathan Paul (1853–1931), deutscher evangelischer Pastor, Zeltmissionar und Publizist
- Josef Paul (1889–1937), russlanddeutscher Geistlicher und Märtyrer

- Josefine Paul (* 1982), deutsche Politikerin (Bündnis 90/Die Grünen) MdL
- Joseph Paul (1896–1944), französischer Autorennfahrer
- Joseph Paul-Boncour (1873–1972), französischer Politiker (SFIO, PRS)
- Jule Paul (* 1990), deutsche Volleyballspielerin
- Julie Elsbeth von Paul (1864–1945), deutsche Malerin
- July Paul (* 1955), deutscher Musiker
- Junior Paul (* 2001), Fußballspieler der Turks- und Caicosinseln
- Junius Paul (* um 1987), US-amerikanischer Jazzmusiker
- Jürgen Paul (Kunsthistoriker) (* 1935), deutscher Kunsthistoriker
- Jürgen Paul (* 1949), deutscher Islamwissenschaftler und Historiker
- Justin Paul (* 1985), US-amerikanischer Filmkomponist

### K
- Karl Paul (1890–1969), deutscher Maler
- Karl Friedrich Paul (1915–1969), deutscher Kammersänger
- Karsten Paul (* 1970), deutscher Psychologe
- Katerina Paul (* 1996), australische Skilangläuferin
- Konrad Paul (* 1979), deutscher Kirchenmusiker, Organist, Dirigent und Komponist
- Kristina Iossifowna Paul (* 1998), russische Snowboarderin
- Kyle Paul, US-amerikanischer Schauspieler und Stuntman

### L
- Leah Paul (* 1999), irische Cricketspielerin
- Lena Paul (* 1993), US-amerikanische Pornodarstellerin
- Léon Saint-Paul (1892–1933), französischer Automobilrennfahrer
- Leonhard Paul (* 1967), österreichischer Trompeter und Posaunist
- Les Paul (1915–2009), US-amerikanischer Gitarrist
- Leston Paul (* 1990), Fußballspieler aus Trinidad und Tobago
- Lewis Paul († 1759), englischer Erfinder
- Lili Paul-Roncalli (* 1998), österreichisch-italienische Artistin
- Liliane Pierre-Paul (1953–2023), haitianische Journalistin
- Logan Paul (* 1995), US-amerikanischer Entertainer und Schauspieler
- Lothar Paul (* 1945), deutscher Fußballspieler
- Ludwig Paul (Lehrer) (1826–1902), deutscher Lehrer, Pfarrer und Schriftsteller
- Ludwig Paul (Politiker) (1864–1920), österreichischer Politiker
- Ludwig Paul (Sprachwissenschaftler) (* 1963), deutscher Iranist und Hochschullehrer
- Lynsey de Paul (1948–2014), britische Sängerin und Songschreiberin

### M
- M. B. Paul (1909–1993), US-amerikanischer Filmtechniker
- Manfred Paul (Informatiker) (1932–2021), deutscher Informatiker
- Manfred Paul (Evangelist) (1938–2020), deutscher Evangelist und Missionar
- Manfred Paul (Fußballspieler) (1939–2006), deutscher Fußballspieler
- Manfred Paul (Mediziner) (* 1941), deutscher Generalarzt
- Manfred Paul (Fotograf) (* 1942), deutscher Fotograf
- Marcel Paul (1900–1982), französischer Politiker
- Margaret Paul (* 1939), US-amerikanische Psychologin und Psychotherapeutin
- Margarethe Paul (1902–nach 1976), deutsche Politikerin (NDPD), MdV
- Margitta Paul (* 1941), deutsche Kindermissionarin, Referentin in der Frauen- und Seniorenarbeit und Sachbuchautorin
- Marie Paul (* 1978), deutsche Wirtschaftswissenschaftlerin
- Martin Paul (* 1954), deutscher Musiker
- Martin Alfons Paul (* 1958), deutscher Pharmakologe
- Mascha Paul (* 2002), deutsche Schauspielerin
- Mathew Paul (1954/1955–2015), indischer Filmemacher
- Matthias Paul (Schauspieler) (* 1964), deutscher Schauspieler und Regisseur
- Matthias Paul, bürgerlicher Name von Paul van Dyk (* 1971), deutscher DJ
- Matthias Paul (Politiker) (* 1977), deutscher Politiker (NPD), MdL Sachsen
- Maurice Paul (* 1992), deutscher Fußballtorhüter
- Maxime Paul (* 1971), französischer Segler
- Maximilian Paul (* 2000), deutscher Automobilrennfahrer
- Melanie Paul (* 2000), deutsche  Beachvolleyballspielerin
- Michael Paul (Leichtathlet) (Mike Paul; * 1957), Leichtathlet aus Trinidad und Tobago
- Michael Paul (Politikwissenschaftler) (* 1959), deutscher Politikwissenschaftler
- Michael Paul (Handballspieler) (* 1961), deutscher Handballspieler
- Michael Paul (Politiker) (* 1964), deutscher Politiker (CDU)
- Moritz Paul (?–1898), Schweizer Entomologe und Botaniker

### N
- Natalie Paul (* 1986), US-amerikanische Schauspielerin
- Nicholas Paul (* 1998), Bahnradsportler aus Trinidad und Tobago
- Nick Paul (* 1995), kanadischer Eishockeyspieler
- Nickenson Paul (* 1997), Fußballspieler für Aruba
- Nigel Paul (* 1989), Boxer aus Trinidad und Tobago
- Nils-Ole Paul (* 1997), deutscher Säbelfechter
- Nina Violetta Paul, österreichische Pianistin
- Norbert W. Paul (* 1964), deutscher Mediziner und Philosoph

### O
- Optatus Paul (1746–1819), Abt des Klosters Neuzelle
- Oscar Paul (1836–1898), deutscher Musikwissenschaftler
- Oskar Paul (1918–1999), deutscher Maler, Graphiker, Bühnenbildner, Puppenbildner  und Regisseur
- Oswald Paul (1883–1949), deutscher Konteradmiral
- Otto Paul (Bibliothekar) (Otto August Heinrich Paul; 1873–1937), deutscher Bibliothekar und Bibliograf
- Otto Paul (Manager) (1873–1957), deutscher Theatermanager
- Otto Paul (Germanist) (1888–1944), deutscher Germanist, Autor und Parteifunktionär (NSDAP)
- Owen Paul (* 1962), britischer Sänger

### P
- Pala Paul (* 1999), papua-neuguineischer Fußballspieler
- Paula Paul (* 1971), deutsche Schauspielerin
- Perry Paul (* 1953), deutscher Bauchredner und Zauberkünstler
- Peter Paul (1884–1927), österreichischer Filmregisseur, Drehbuchautor und Filmproduzent, siehe Peter Paul Felner
- Peter Paul (Schauspieler, 1911) (1911–1985), deutscher Schauspieler
- Peter Paul (Physiker) (1932–2017), deutscher Kernphysiker
- Peter Paul (Künstler, 1943) (1943–2013), deutscher Maler und Grafiker
- Peter Paul (Schauspieler, 1957) (* 1957), US-amerikanischer Schauspieler und Filmproduzent
- Philip Paul (1925–2022), US-amerikanischer R&B- und Jazz-Musiker

### Q
- Queenie Paul (1893–1982), australische Schauspielerin, Sängerin und Tänzerin

### R
- Ralf Paul (* 1971), deutscher Comiczeichner und Illustrator
- Rand Paul (* 1963), US-amerikanischer Arzt und Politiker (Republikaner)
- Richard Paul (Maler) (eigentlich Richard Wurst; 1843–1900), deutscher Maler und Schriftsteller
- Richard Paul (Schauspieler) (1940–1998), US-amerikanischer Schauspieler
- Richard Joseph Paul (* 1962), US-amerikanischer Schauspieler
- Rich Paul, bürgerlich Richard Paul (* 1980), US-amerikanischer Sportagent und Unternehmer
- Rinus Paul (* 1941), niederländischer Radrennfahrer
- Rita Paul (1928–2021), deutsche Schauspielerin und Sängerin
- Robert Paul (Maler) (1906–1979), Maler aus Simbabwe
- Robert Paul (Leichtathlet) (1910–1998), französischer Leichtathlet
- Robert Paul (Eiskunstläufer) (1937–2024), kanadischer Eiskunstläufer
- Robert Paul (Fußballspieler) (* 1984), deutscher Fußballspieler
- Rodrigo de Paul (* 1994), argentinischer Fußballspieler
- Roger Paul (* 1965), deutscher Mediziner und Professor an der Technischen Universität München
- Roland Paul (1951–2023), deutscher Historiker
- Rolf Paul (1954–2021), deutscher Ingenieur und Wirtschaftsmanager
- Ron Paul (* 1935), US-amerikanischer Arzt und Politiker (Republikaner)
- Roy Paul (Fußballspieler) (1920–2002), walisischer Fußballspieler
- Roy Paul jr. (* 1972), jamaikanischer Badmintonspieler
- Rudolf Paul (1893–1978), deutscher Politiker (DDP, SED)

### S
- Sandra Paul, Geburtsname von Sandra Howard (* 1940), britische Schriftstellerin und Model, Ehefrau von  Michael Howard
- Sandra Paintin-Paul (* 1963), australische Biathletin
- Sean Paul (eigentlich Sean Paul Ryan Francis Henriques; * 1973), jamaikanischer Dancehall-Interpret
- Sigrid Paul (1929–2014), deutsch-österreichische Kultursoziologin
- Simone Katrin Paul (* 1966), deutsche Schriftstellerin und Übersetzerin
- Stefan Paul (* 1976), deutscher Jurist, Richter am Bundesfinanzhof
- Stephan Paul (* 1963), deutscher Ökonom
- Stephan Paul (Physiker) (* 1957), deutscher Physiker
- Stephanie Paul, neuseeländische Schauspielerin
- Stephen Paul (* 1972), deutscher Bankkaufmann und Politiker (FDP)
- Stevan Paul (* 1969), deutscher Foodstylist und Autor
- Steven Paul (* 1959), US-amerikanischer Filmproduzent, Filmregisseur, Drehbuchautor und Schauspieler
- Stuart St. Paul (* 1954), britischer Filmregisseur, Stuntman, Stunt-Koordinator, Schauspieler und Kriminalromanautor
- Susanne Paul (* 1970), deutsche Musikerin
- Swraj Paul, Baron Paul (* 1931), britischer Unternehmer und Politiker

### T
- Terrance Paul (1946–2014), US-amerikanischer Software-Entwickler und Unternehmer
- Terrence Paul (* 1964), kanadischer Ruderer
- Theo Paul (* 1953), deutscher Geistlicher
- Theodor Paul (1862–1928), deutscher Pharmakologe und Chemiker
- Thomas Paul (* 1934), US-amerikanischer Sänger (Bass)
- Tommy Paul (Boxer) (1909–1991), US-amerikanischer Boxer
- Tommy Paul (Tennisspieler) (* 1997), US-amerikanischer Tennisspieler
- Tremain Paul (* 1991), lucianischer Fußballspieler
- Triyasha Paul (* 2002), indische Radsportlerin
- T. V. Paul (* 1956), indischer Politikwissenschaftler und Hochschullehrer

### U
- Ulrich Saint-Paul (* 1948), deutscher Biologe und Professor für angewandte Marine Ökologie am Zentrum für Marine Tropenökologie Bremen
- Ulrich Maximilian Le Tanneux von Saint-Paul-Illaire (1833–1902), deutscher Marineoffizier und Politiker, MdR
- Ulrike Hofmann-Paul (* 1951), deutsche Verlegerin und Autorin

### V
- Verena Paul-Zinserling (* 1942), deutsche Klassische Archäologin
- Victor Hugo Palma Paúl (* 1958), katholischer Bischof
- Vinnie Paul (1964–2018), US-amerikanischer Musiker, Schlagzeuger von Pantera, Damageplan und Hellyeah
- Vinzenz von Paul (1581–1660), französischer Priester

### W
- Walter Paul (Politiker) (1901–nach 1952), deutscher Politiker (KPD/SED), Oberbürgermeister von Potsdam
- Walter Paul (Wirtschaftswissenschaftler) (* 1930er Jahre), deutscher Wirtschaftswissenschaftler, Manager und Hochschullehrer
- Walter Paul, Pseudonym von Jörg Schröder (1938–2020), deutscher Verleger und Schriftsteller
- Walter von Saint Paul-Illaire (1860–1940), deutscher Kolonialbeamter
- Wilhelm Hector Paul (Willi Paul; 1907–1996), deutscher Geologe
- Willi Paul (1897–1979), deutscher Autor, Herausgeber, Widerstandskämpfer und Anarchosyndikalist
- William Paul (Bischof) (1599–1665), Bischof von Oxford
- William Paul (Rosenzüchter) (1822–1905), englischer Rosenzüchter
- William E. Paul (1936–2015), US-amerikanischer Immunologe
- Willie Paul (Fußballspieler, 1866) (William Paul; 1866–1911), schottischer Fußballspieler
- Willie Paul (Fußballspieler, 1867) (William Paul; 1867–1932), schottischer Fußballspieler
- Willard S. Paul (1894–1966), US-amerikanischer Generalleutnant
- Wolf Paul (1935–2021), deutscher Rechtswissenschaftler
- Wolfgang Paul (Physiker) (1913–1993), deutscher Physiker
- Wolfgang Paul (Schriftsteller) (1918–1993), deutscher Journalist und Schriftsteller
- Wolfgang Paul (Fußballspieler) (* 1940), deutscher Fußballspieler
- Wolfgang Paul (Diplomat) (* 1947), österreichischer Diplomat
- Wolfgang Paul (Informatiker) (* 1951), deutscher Informatiker

### Y
- Yung Saint Paul, deutscher Rapper

### Z
- Zoltan Paul Pajzs Freiherr von Rácalmás (* 1953), österreichischer Schauspieler, Regisseur und Musiker